# Macroteleia rufiventris
Macroteleia rufiventris är en stekelart som först beskrevs av Szabó 1957.  Macroteleia rufiventris ingår i släktet Macroteleia och familjen Scelionidae. Inga underarter finns listade i Catalogue of Life.